# Grand Prix SAR La Princesse Lalla Meryem 2002
Grand Prix SAR La Princesse Lalla Meryem 2002 — жіночий тенісний турнір, що проходив на відкритих кортах з ґрунтовим покриттям у Касабланці (Марокко). Належав до турнірів 5-ї категорії в рамках Туру WTA 2002. Це був другий за ліком Гран-прі принцеси Лалли Мер'єм. Тривав з 8 до 14 липня 2002 року. Шоста сіяна Патріція Вартуш здобула титул в одиночному розряді й отримала 16 тис. доларів США.

## Фінальна частина

### Одиночний розряд
Патріція Вартуш —  Клара Коукалова 5–7, 6–3, 6–3
- Для Вартуш це був 1-й титул в одиночному розряді за сезон і 2-й - за кар'єру.

### Парний розряд
Петра Мандула /  Патріція Вартуш —  Хісела Дулко /  Кончіта Мартінес Гранадос 6–2, 6–1